# Țestoasele Ninja (serial din 2012)
Țestoasele Ninja (engleză Teenage Mutant Ninja Turtles; cunoscut de asemenea ca Aventurile Țestoaselor Ninja pentru al cincilea și ultimul sezon) este un serial de animație american realizat pe calculator dezvoltat de Ciro Nieli, Joshua Sternin și J.R. Ventimilia pentru Nickelodeon bazat pe personajele create de Kevin Eastman și Peter Laird. Este al treilea serial de animație al francizei Țestoasele Ninja. Serialul a fost difuzat în Statele Unite din 28 septembrie 2012 până pe 12 noiembrie 2017, la început pe Nickelodeon și la final pe Nicktoons. A fost produs de LowBar Productions și Nickelodeon Animation Studio, cu serviciile de animație fiind realizate în principal de Bardel Entertainment. Serialul începe cu Țestoasele ieșind din afara canalelor pentru prima lor oară în viețile lor. Ei folosesc antrenamentul lor în ninjutsu pentru a se lupta cu răufăcători în New York City.
Serialul a fost anunțat prima oară în octombrie 2009, urmând știrii că Viacom, compania părinte a Nickelodeon, a cumpărat drepturile asupra francizei Țestoasele Ninja. Serialul a fost creat pentru ca să ajungă la audiența centrală de copii între 6 și 11 ani; aceasta a fost o jumătate din strategia lui Nickelodeon ca să realizeze reboot-uri la două mărci consacrate pentru telespectatori noi, fiind coincis cu dezvoltarea de episoade noi a Winx Club de către Nickelodeon Animation Studio pentru fete.
În lunile care au condus la serial, Nickelodeon și Playmates Toys au lansat linii de mărfuri prezentând noile designuri ale personajelor. Premiera de două părți a luat loc în decursul a două zile, între 28 și 29 septembrie 2012, fiind urmărită de 3,9 milioane de spectatori. Numărul de vizionări de debut au fost cele mai mari pentru o premieră pe Nickelodeon din 2009, conducând la reînnoirea pentru un al doilea sezon în octombrie. Încă trei sezoane au urmat; al cincilea și ultimul sezon a fost redenumit ca Aventurile Țestoaselor Ninja, dar nu a fost difuzat în întregime pe Nickelodeon, cu ultimele șapte episoade având premiera pe canalul soră Nicktoons.

## Premisă
Patru țestoase, expuse la o substanță extraterestră misterioasă și devenite pe jumătate oameni, trebuie să se ridice din canale pentru ca să-și apere orașul de forțe ale răului din trecut și prezent.

## Personaje
- Leonardo (Jason Biggs până în episodul "Mânia lui Gheară de Tigru", Dominic Catrambone pentru restul sezonului 2, și Seth Green pentru restul serialului) - Liderul echipei, numit pe scurt "Leo", și un entuziast student de ninjitsu, purtând o mască albastră și având în bătălie două săbii numite Niten Ryu.
- Donatello (Rob Paulsen) - Chemat "Donnie" pe scurt, el este un hacker înnăscut, geniul echipei, și inventatorul tuturor echipamentelor tehnologice ale echipei. El poartă o mască violet și are un baston bō în luptă.
- Raphael (Sean Astin) - Chemat pe scurt "Raph", el e cunoscut pentru mânia lui și de obicei, se ceartă cu Mikey, și în ocazii, cu Leo. El poartă o mască roșie și luptă cu două sai, și este forțosul echipei.
- Michelangelo (Greg Cipes) - Cunoscut ca "Mikey", el e cel mai imatur dintre frații săi, iubește jocurile video, pizza și benzile desenate, și are o mască portocalie. El poartă în luptă două nunchaku, care se pot transforma în kusarigama via o lamă din interiorul fiecărui mâner al celor două nunchaku și lanțului în plus din celelalte.

## Producție
În 2009, când Nickelodeon a cumpărat franciza de la co-creatorul Peter Laird cu $60 de milioane, un film de la Paramount Pictures și un nou desen animat pentru Nickelodeon au fost anunțate.
Jason Biggs (pentru primele două sezoane) i-a dat voce lui Leonardo, iar Rob Paulsen i-a dat voce lui Donatello. Sean Astin, în iunie 2011, s-a alăturat distribuției în rolul lui Raphael, iar Greg Cipes a fost confirmat să-i dea voce lui Michelangelo. Mae Whitman s-a alăturat distribuției în rolul lui April O'Neil în august 2011. Phil LaMarr și Nolan North, în aprilie 2012, au intrat în rolurile lui Baxter Stockman și respectiv extratereștrilor Kraang, Roseanne Barr fiind în rolul liderului lor, Kraang Prime. Kelly Hu a confirmat că îi dă voce lui Karai în mai 2012. Corey Feldman s-a alăturat distribuției în rolul lui Slash.  Fostul star de la Nickelodeon, Josh Peck, din sezonul 2, intră în rolul lui Casey Jones.
Trailer-ul oficial a fost lansat pe 21 iunie 2012 de Nickelodeon. În 2014, Seth Green a fost anunțat ca din sezonul 3 să-i succeadă pe Jason Biggs și Dominic Catrambone pentru rolul lui Leonardo.

## Primire
Serialul a fost bine primit de critici și de audiență.

## Animații similare
Un episod special animat în 2D, "TMNT Half-Shell Heroes: Blast from the Past", a fost difuzat la Nickelodeon pe data de 22 noiembrie 2015.
O serie de scurtmetraje au fost difuzate între 2016 și 2017, incluzând Turtles Take Time, Teenage Mecha Ninja Turtles și TMNT Team-Up.

## Promoții

### Jucării
Playmates Toys s-a ocupat de figurinele bazate pe serial.
Seturi Lego bazate pe serial au fost valabile între 2013 și 2014.

### Benzi desenate
Asemănător cu serialul din 1987, acesta a primit benzi desenate publicate de firma IDW Publishing. Prima serie, New Amazing Adventures, a fost lumgă de 24 de numere. Amazing Adventures a revizuit seria New Amazing Adventures și a fost publicată până în septembrie 2017. A fost lungă de 14 numere, un număr special, și o miniserie numită Batman/Teenage Mutant Ninja Turtles Adventures.

### Home media
Toate cele cinci sezoane sunt valabile pe DVD de către Paramount Home Entertainment.

### Jocuri video
În 2013, aplicația Rooftop Run a fost lansat de Nickelodeon pentru device-uri iOS ca iPad, iPhone și iPad Touch.
Activision a realizat trei jocuri video bazate pe serial: Teenage Mutant Ninja Turtles: Out of the Shadows (2013), Teenage Mutant Ninja Turtles (2013) și Teenage Mutant Ninja Turtles: Danger of the Ooze (2014).